# Jodie Meeks
Orestes Jodie Meeks II (Nashville, 21 de agosto de 1987) é um norte-americano ex-jogador e treinador profissional de basquete que é assistente técnico do Birmingham Squadron da G-League.
Ele jogou basquete universitário pela Universidade de Kentucky. Em 13 de janeiro de 2009, ele ganhou reconhecimento nacional ao quebrar o recorde de pontuação em um único jogo de Kentucky com 54 pontos em um jogo transmitido pela ESPN.
Meeks venceu o título da NBA de 2019 jogando pelo Toronto Raptors.

## Carreira no ensino médio
Meeks estudou na Norcross High School e os liderou ao seu primeiro título em 2006. Durante essa temporada, ele teve média de 23,6 pontos durante a temporada regular e 28,3 pontos durante os playoffs. Meeks foi eleito o Jogador do Ano de 2006 pelo Atlanta Journal-Constitution.
Considerado um recruta de quatro estrelas pela Rivals.com, Meeks foi listado como o 7º melhor ala-armador e o 39º melhor jogador do país em 2006.

## Carreira universitária

### Temporada de calouro
Em 2 de novembro de 2006, Meeks fez sua estreia pela Universidade de Kentucky em um jogo de exibição contra Lindsey Wilson College na Rupp Arena. Ele terminou o jogo com 17 pontos, 4 rebotes e 5 assistências.
Em 26 de dezembro de 2006, ele foi nomeado o MVP do Jogo da CBS / Chevrolet durante o jogo televisionado nacionalmente contra Louisville. Ele foi nomeado três vezes o Calouro da Semana da Southeastern Conference (SEC) durante essa temporada. Meeks foi uma escolha unânime para a Equipe de Calouros da SEC.

### Segunda temporada
As expectativas eram altas para Meeks em sua segunda temporada e parecia que ele iria corresponder a essas expectativas depois de marcar 34 pontos em um jogo de exibição contra Pikeville College. No entanto, uma lesão o limitou a 11 jogos naquela temporada. Em 2 de abril, foi anunciado que Meeks foi diagnosticado com uma hérnia esportiva.

### Terceira temporada
Em 15 de novembro de 2008, durante a abertura da temporada contra Virginia Military Institute, Meeks marcou 39 pontos, mas a sua equipe perdeu por 111–103. Em 28 de novembro, ele marcou 37 pontos no Torneio Findlay Invitational em Las Vegas contra Kansas State.
Em 20 de dezembro, Meeks marcou 46 pontos, o recorde de sua carreira, contra Appalachian State. Ele empatou com Tony Delk com mais cestas de 3 pontos em um jogo com 9 e estabeleceu o recorde de mais pontos marcados no Freedom Hall com 46. Meeks e o seu companheiro de equipe, Patrick Patterson, estão entre os pares de companheiros de equipe mais produtivos de Kentucky desde Dan Issel e Mike Pratt no início dos anos 1970.
Em 13 de janeiro de 2009, Meeks quebrou o recorde de pontuação em um único jogo de Kentucky (anteriormente detido por Dan Issel) ao marcar 54 pontos em uma vitória por 90-72 contra Tennessee. Nesse jogo, ele também quebrou o recorde de mais cestas de três pontos de Tony Delk, que ele havia compartilhado, ao fazer 10.
Em 14 de fevereiro de 2009, Meeks quebraria novamente a margem de 40 pontos, marcando 45 pontos contra Arkansas, um desempenho que produziu o maior número de pontos marcados em um jogo por um indivíduo na Bud Walton Arena. Meeks também quebrou o recorde de mais três pontos em uma temporada em Kentucky com 117.
Meeks foi nomeado uma seleção unânime para a Primeira-Equipe da SEC e foi nomeado o Jogador do Ano do Distrito IV da Associação de Escritores de Basquete dos Estados Unidos (USBWA). Meeks foi nomeado para a Segunda-Equipe All-American pela Associated Press (AP), pela Associação de Escritores de Basquete dos Estados Unidos (USBWA), pela Associação Nacional de Treinadores de Basquete (NABC) e pela Sporting News.com.
Em 10 de maio de 2014, Meeks voltou a universidade para se formar em marketing empresarial. Desde que foi selecionado no draft pelo Milwaukee Bucks em 2009, Meeks frequentava as aulas na pós-temporada. Ao receber seu diploma, Meeks disse: "Você nunca sabe quanto tempo sua carreira vai durar. Depois de se formar, você o tem para sempre."

## Carreira profissional

### Milwaukee Bucks (2009–2010)
Em 7 de abril de 2009, Meeks declarou sua elegibilidade para o Draft da NBA de 2009 e sua intenção de não contratar um agente, deixando em aberto a possibilidade de retornar a Kentucky na próxima temporada. Em 28 de maio, Meeks declarou seu desejo de ser uma escolha de primeira rodada: "Se eu não for de primeira rodada, voltarei para a universidade." Em 15 de junho de 2009, Meeks decidiu permanecer no draft e abrir mão de sua última temporada de elegibilidade.
Durante o draft da NBA de 2009 em 25 de junho de 2009, Meeks foi escolhido pelo Milwaukee Bucks como a 41º lugar geral. Preso atrás de uma rotação, Meeks lutou para receber tempo de jogo do técnico Scott Skiles.

### Philadelphia 76ers (2010–2012)
Em 18 de fevereiro de 2010, Meeks foi negociado, junto com Francisco Elson, com o Philadelphia 76ers em troca de Primoz Brezec e Royal Ivey. Meeks terminou sua temporada de novato sem conseguir ganhar mais minutos na rotação do então técnico do Sixers, Eddie Jordan, do que em Milwaukee.
Entrando em seu segundo ano, esperava-se que Meeks desempenhasse um papel limitado atrás de Evan Turner e Lou Williams, que foi o titular na temporada anterior. No entanto, ao longo da temporada, ele foi nomeado o armador titular pelo novo treinador do Sixers, Doug Collins, enquanto Williams fazia a transição para o papel de sexto homem. Em apenas seu segundo jogo como titular, Meeks marcou 26 pontos (20 no primeiro quarto).
Meeks continuou como armador titular dos Sixers na temporada de 2011-12, embora perdesse minutos para Evan Turner. Em 27 de março de 2012, Meeks marcou 31 pontos, um novo recorde na carreira.

### Los Angeles Lakers (2012–2014)

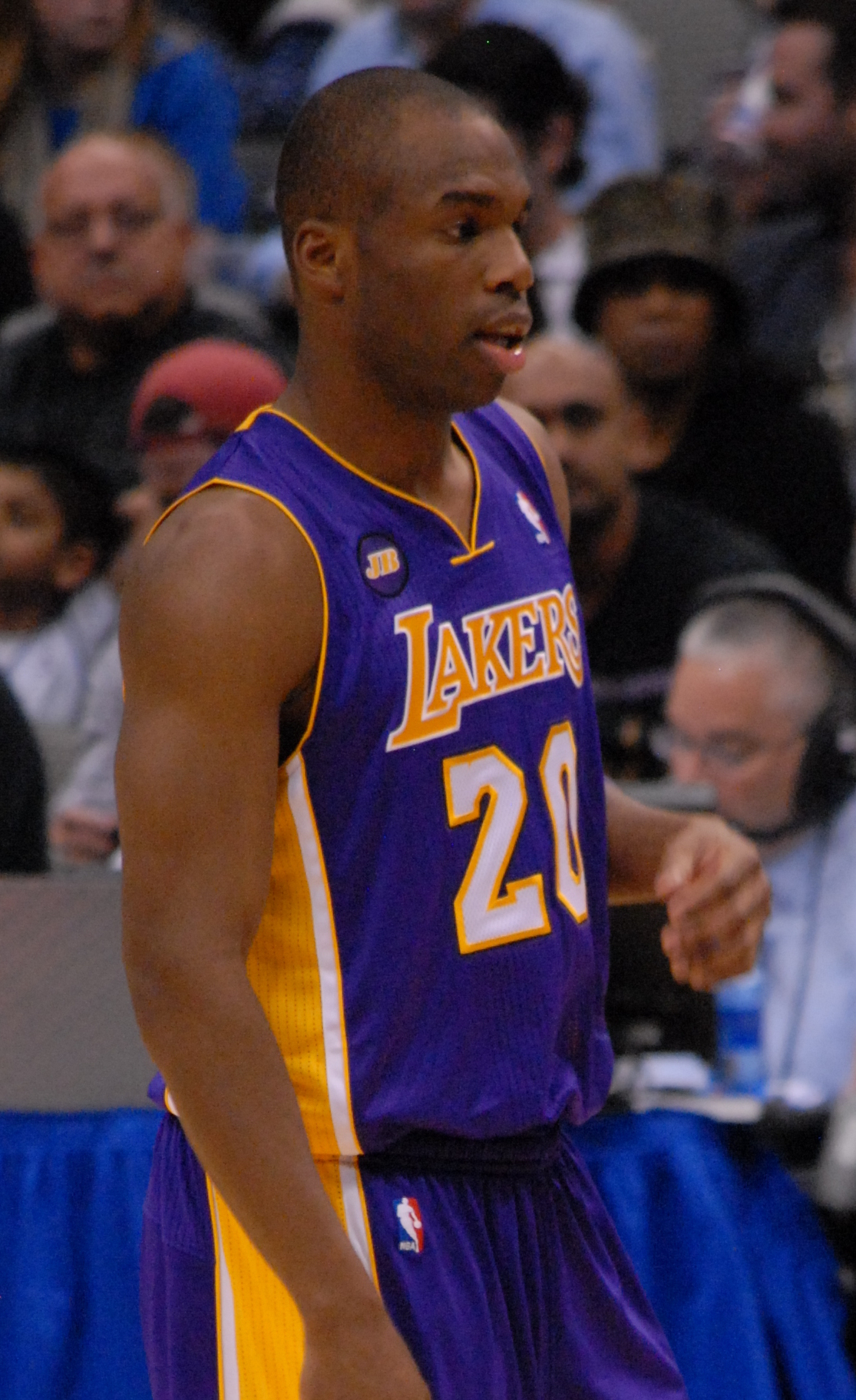
Meeks jogando com o Los Angeles Lakers em 2013.

Em 13 de agosto de 2012, Meeks assinou um contrato de um ano e US$ 1.5 milhões com o Los Angeles Lakers. Em 30 de novembro, ele marcou 21 pontos em uma vitória de 122-103 sobre o Denver Nuggets.
Em 9 de março de 2014, Meeks marcou 42 pontos, o recorde de sua carreira, na vitória por 114–110 sobre o Oklahoma City Thunder.

### Detroit Pistons (2014–2016)
Em 14 de julho de 2014, Meeks assinou um contrato de 3 anos e US$ 19,5 milhões com o Detroit Pistons.
Depois de perder os primeiros 22 jogos da temporada de 2014-15 devido a uma lesão na parte inferior das costas, Meeks fez sua estreia nos Pistons em 12 de dezembro de 2014, marcando 12 pontos para ajudar seu time a quebrar uma sequência de 13 derrotas consecutivas com uma vitória por 105-103 sobre o Phoenix Suns.
Em 30 de dezembro, Meeks marcou 34 pontos na vitória por 109-86 sobre o Orlando Magic. Ele ficou a uma cesta de três pontos de empatar o recorde da franquia de Joe Dumars de dez cestas de três pontos.
Em 30 de outubro de 2015, Meeks foi descartado por 12 a 16 semanas após passar por um procedimento cirúrgico para reparar uma fratura do quinto metatarso em seu pé direito. Em 13 de abril de 2016, Meeks voltou para o jogo final da temporada e marcou 20 pontos.

### Orlando Magic (2016–2017)
Em 29 de junho de 2016, Meeks foi negociado com o Orlando Magic em troca de uma futura escolha de segunda rodada. Em 19 de julho de 2016, ele foi submetido a uma cirurgia para estabilizar o quinto metatarso do pé direito. Em 19 de setembro de 2016, foi considerada uma possibilidade de retorno à ação em novembro. Ele fez sua estreia pelo Magic em 2 de dezembro de 2016, depois que uma lesão no pé o impediu de jogar nos primeiros 19 jogos da temporada. Ele terminou com 10 pontos e três roubos de bola em 17 minutos contra o Philadelphia 76ers.
Em 2 de janeiro de 2017, ele marcou 23 pontos, o recorde da temporada, na vitória por 115–103 sobre o New York Knicks. Em 19 de janeiro de 2017, ele foi afastado por quatro a seis semanas após deslocar o polegar. Um exame de ressonância magnética revelou que Meeks tinha dois ligamentos torcidos no polegar direito. Ele foi submetido a uma cirurgia cinco dias depois. Ele voltou à ação em 20 de março de 2017, jogando contra o Philadelphia 76ers depois de perder 26 jogos.

### Washington Wizards (2017–2018)

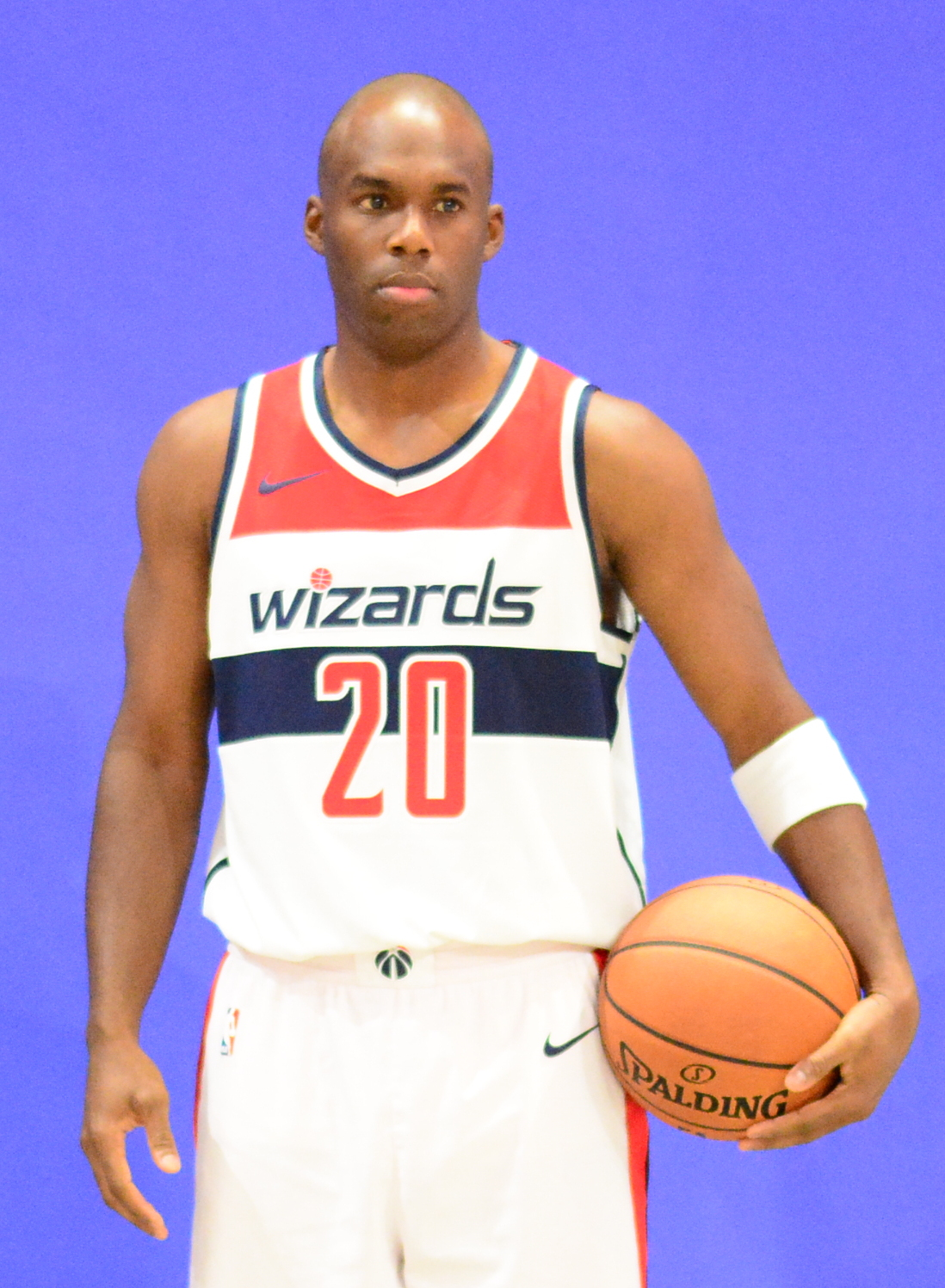
Meeks com o Washington Wizards em 2018

Em 12 de julho de 2017, Meeks assinou um contrato de 2 anos e US$6.7 milhões com o Washington Wizards. Em 13 de abril de 2018, ele foi suspenso sem remuneração por 25 jogos por violar os termos do programa antidrogas da NBA/NBPA.
Em 15 de outubro de 2018, Meeks foi negociado, junto com uma futura escolha de segunda rodada, para o Milwaukee Bucks em troca de uma futura escolha de segunda rodada. A suspensão imposta pela liga terminou em 24 de novembro, levando os Bucks a dispensá-lo no dia seguinte.

### Toronto Raptors (2019)
Em 20 de fevereiro de 2019, Meeks assinou um contrato de 10 dias com o Toronto Raptors. Ele não assinou um segundo contrato de 10 dias após o término do primeiro. Em 26 de março, ele voltou aos Raptors, assinando com o time pelo restante da temporada. Em 30 de março de 2019, ele registrou 14 pontos, o recorde da temporada, 5 rebotes na vitória por 124-101 contra o Chicago Bulls.
Meeks fez parte da equipe dos Raptors que derrotou o bicampeão Golden State Warriors nas Finais da NBA de 2019 em seis jogos.

### Raptores 905 (2022)
Em 10 de janeiro de 2022, Meeks assinou com o Raptors 905 da G-League. Ele foi dispensado em 18 de março.

## Carreira de treinador
Em 15 de setembro de 2022, Meeks foi contratado pelo Birmingham Squadron da G-League como assistente técnico.

## Estatísticas da carreira

### NBA

#### Temporada regular
| Ano      | Equipe       | PJ  | PT  | MPJ  | AP   | 3P   | LL    | RT  | AS  | BR  | TO | PPJ  |
| -------- | ------------ | --- | --- | ---- | ---- | ---- | ----- | --- | --- | --- | -- | ---- |
| 2009–10  | Milwaukee    | 41  | 0   | 11.9 | .362 | .280 | .857  | 1.8 | .5  | .3  | .1 | 4.1  |
| 2009–10  | Philadelphia | 19  | 0   | 12.3 | .440 | .380 | .722  | 1.4 | .9  | .3  | .1 | 5.9  |
| 2010–11  | Philadelphia | 74  | 64  | 27.9 | .425 | .397 | .894  | 2.3 | 1.1 | .9  | .1 | 10.5 |
| 2011–12  | Philadelphia | 66* | 50  | 24.9 | .409 | .365 | .906  | 2.4 | .8  | .6  | .0 | 8.4  |
| 2012–13  | L.A. Lakers  | 78  | 10  | 21.3 | .387 | .357 | .896  | 2.2 | .9  | .7  | .1 | 7.9  |
| 2013–14  | L.A. Lakers  | 77  | 70  | 33.2 | .463 | .401 | .857  | 2.5 | 1.8 | 1.4 | .1 | 15.7 |
| 2014–15  | Detroit      | 60  | 0   | 24.4 | .416 | .349 | .906  | 1.7 | 1.3 | 1.0 | .1 | 11.1 |
| 2015–16  | Detroit      | 3   | 0   | 14.3 | .350 | .444 | 1.000 | 1.7 | 1.0 | .0  | .0 | 7.3  |
| 2016–17  | Orlando      | 36  | 10  | 20.5 | .402 | .409 | .878  | 2.1 | 1.3 | .9  | .1 | 9.1  |
| 2017–18  | Washington   | 77  | 0   | 14.5 | .399 | .343 | .863  | 1.6 | .9  | .4  | .1 | 6.3  |
| 2018–19† | Toronto      | 8   | 0   | 13.0 | .538 | .444 | .619  | 1.5 | 1.0 | .1  | .1 | 6.4  |
| Carreira | Carreira     | 539 | 204 | 19.8 | .417 | .378 | .854  | 1.9 | 1.0 | .6  | .0 | 8.4  |

#### Playoffs
| Ano      | Equipe       | PJ | PT | MPJ  | AP    | 3P   | LL    | RT  | AS | BR  | TO | PPJ |
| -------- | ------------ | -- | -- | ---- | ----- | ---- | ----- | --- | -- | --- | -- | --- |
| 2011     | Philadelphia | 5  | 5  | 25.0 | .419  | .444 | .833  | 2.0 | .8 | .6  | .0 | 7.8 |
| 2012     | Philadelphia | 13 | 1  | 7.8  | .346  | .231 | 1.000 | .3  | .3 | .2  | .1 | 2.7 |
| 2013     | L.A. Lakers  | 1  | 0  | 20.0 | .250  | .000 | 1.000 | 2.0 | .0 | 1.0 | .0 | 4.0 |
| 2016     | Detroit      | 1  | 0  | 2.0  | 1.000 | .000 | .000  | .0  | .0 | .0  | .0 | 2.0 |
| 2019†    | Toronto      | 14 | 0  | 4.9  | .310  | .154 | .667  | .6  | .1 | .3  | .1 | 1.6 |
| Carreira | Carreira     | 34 | 6  | 11.9 | .464  | .165 | .700  | .9  | .2 | .4  | .0 | 3.6 |

### Universitário
| Ano      | Equipe   | PJ | PT | MPJ  | AP   | 3P   | LL   | RT  | AS  | BR  | TO | PPJ  |
| -------- | -------- | -- | -- | ---- | ---- | ---- | ---- | --- | --- | --- | -- | ---- |
| 2006–07  | Kentucky | 34 | 1  | 22.1 | .419 | .364 | .897 | 2.8 | 1.5 | .9  | .1 | 8.7  |
| 2007–08  | Kentucky | 11 | 5  | 23.2 | .307 | .320 | .794 | 2.6 | 1.5 | .5  | .1 | 8.8  |
| 2008–09  | Kentucky | 36 | 36 | 34.4 | .463 | .406 | .902 | 3.4 | 1.8 | 1.3 | .1 | 23.7 |
| Carreira | Carreira | 81 | 42 | 26.5 | .396 | .363 | .864 | 2.9 | 1.5 | .9  | .1 | 13.7 |

Fonte: